# Azapampa
Azapampa, es una comunidad campesina ubicada en el distrito de Chilca, provincia de Huancayo, departamento de Junín. Se encuentra a dos kilómetros al sur de la ciudad de Huancayo, posee una extensión de 1,618.75 hectáreas (pastizales 889.75, zona comunal 800.75, y área útil para la comunidad 89 hectáreas) que abarca desde los límites con las comunidades: comunidad de Huari y la comunidad de Auray hasta los límites con la SAIS CAHUIDE, en Acopalca. Comunidad reconocida legalmente el 8 de junio de 1928; tiene una población proyectada al 2,003 de 14.780 habitantes.